# アリヤスの塔
アリヤスの塔（スロベニア語: Aljažev stolp）またはトリグラウの塔（Triglavski stolp）は、スロベニア北西部のトリグラウ山の頂上にある塔である。トリグラウ山と共にスロベニアのランドマークとして知られる。この塔はゴレンスカ地方のドヴジェ地区在住の祭司であったヤコブ・アリヤスによって設計・建築されもので、嵐などの際におけるシェルターとして用いられる他、三角測量の際に利用される三角点としての役割も担っている。塔は現在は州が所有権を持ち、地元のアルペンクラブであるリュブリャナ・マティツァ・アルペンクラブの下で管理されている。

## 建設の経緯
1895年初め、アリヤスは上に旗が付いた円筒形の塔の設計図を、ドヴジェ地区の教区にある彼の部屋の床にチョークで描き上げ、同年の春にアリヤスはトリグラウ山の頂上を計1オーストリア＝ハンガリーギルダーで購入した。アリヤスと4人の作業員は1895年8月7日にトリグラウ山の頂上に塔の部品を持っていき、塔は約5時間を掛けて組み立てられ、22日には塔の落成式が執り行われた。アリヤスは後に、この塔をスロベニア登山協会に寄付した。
塔の中には当初、3台の四脚椅子、サミット・レジスタ、スピリッツストーブ、そしてマルコ・ペナントが描いた塔からのトリグラウ山の風景画などが置かれていた。塔は何度か塗り替えや改修を受けており、スロベニア社会主義共和国時代にはユーゴスラビアにおける最高峰の地点として、赤い塗装と赤い星による装飾が施されていたが、それでも多かれ少なかれ元の外観の面影は維持されており、赤い星はユーゴスラビアの崩壊の直前に取り除かれた。1991年6月のスロベニア独立宣言では、アリヤスの塔の上にスロベニアの国旗が掲げられた。1999年10月5日に、アリヤスの塔とその周辺はスロベニアの文化財に選定された。